# Deron Williams
Deron Michael Williams (Parkersburg,  26 juni 1984) is een Amerikaans voormalig professioneel basketballer. Williams speelde zes seizoenen voor de Utah Jazz in de NBA. In het seizoen 2010/11 werd hij in een ruil verhandeld naar de New Jersey Nets, die zichzelf later omdoopten tot Brooklyn Nets. Op 11 juli 2012 tekende Williams een contract van 5 jaar ter waarde van 98,7 miljoen dollar bij de Nets. Op 14 juli 2015 tekende hij bij Dallas nadat Williams werd uitgekocht door de Nets. Hij speelde voor het laatst in 2017 voor de Cleveland Cavaliers.
In 2011 speelde Williams voor Beşiktaş uit Turkije vanwege een staking in de NBA. Voor een EuroChallenge-wedstrijd speelde Williams op 9 november tegen Zorg en Zekerheid Leiden in de Vijf Meihal. Williams was in een andere EuroChallenge-wedstrijd tegen het Duitse BG Göttingen goed voor 50 punten. Voor de thuiswedstrijd van Beşiktaş tegen Leiden werd Williams' nummer 8 opgehangen tussen de banners bij de Turkse club.